# داكتاون
داكتاون (بالإنجليزية: Ducktown, Tennessee)‏ هي مدينة تقع بولاية تينيسي في وسط شرق الولايات المتحدة. تأسست عام 1840s، تبلغ مساحة هذه المدينة 5 (كم²)، وترتفع عن سطح البحر 528 م، بلغ عدد سكانها 475 نسمة في عام 2010 حسب إحصاء مكتب تعداد الولايات المتحدة وتصل الكثافة السكانية فيها 85.5 نسمة/كم2.

## التركيبة السكانية
حدّد مكتب تعداد الولايات المتحدة بيانات التركيبة السكانية لداكتاون في تعداد الولايات المتحدة. في ما يلي، التركيبة السكانية حسب تعدادي 2000 و2010.

### تعداد عام 2000
بلغ عدد سكان داكتاون 427 نسمة بحسب تعداد عام 2000، وبلغ عدد الأسر 209 أسرة وعدد العائلات 106 عائلة مقيمة في المدينة. في حين سجلت الكثافة السكانية 62.4 نسمة لكل كيلومتر مربع (161.6/ميل2). وبلغ عدد الوحدات السكنية 230 وحدة بمتوسط كثافة قدره 33.6 لكل كيلومتر مربع (87.0/ميل2).
وتوزع التركيب العرقي للمدينة بنسبة 97.19% من البيض و0.94% من الأمريكيين الأصليين و1.87% من عرقين مختلطين أو أكثر و0.94% من الهسبانيون أو اللاتينيون من أي عرق.
بلغ عدد الأسر 209 أسرة كانت نسبة 19.1% منها لديها أطفال تحت سن الثامنة عشر تعيش معهم، وبلغت نسبة الأزواج القاطنين مع بعضهم البعض 37.8% من أصل المجموع الكلي للأسر، ونسبة 7.7% من الأسر كان لديها معيلات من الإناث دون وجود شريك،  بينما كانت نسبة 5.3% من الأسر لديها معيلون من الذكور دون وجود شريكة وكانت نسبة 49.3% من غير العائلات. تألفت نسبة 46.4% من أصل جميع الأسر من عدة أفراد يعيشون في نفس المنزل ونسبة 27.8% كانت تتألف من شخص يعيش بمفرده يبلغ من العمر 65 عاماً أو أكثر. وبلغ متوسط حجم الأسرة المعيشية 2.04، أما متوسط حجم العائلات فبلغ 2.92.
بلغ العمر الوسطي للسكان 48.8 عاماً. وكانت نسبة 17.3% من القاطنين تحت سن الثامنة عشر، وكانت نسبة 7.5% بين الثامنة عشر والرابعة والعشرين عاماً، ونسبة 21.8% كانت واقعةً في الفئة العمرية ما بين الخامسة والعشرين والرابعة والأربعين عاماً، ونسبة 26.2% كانت ما بين الخامسة والأربعين والرابعة والستين، ونسبة 27.2% كانت ضمن فئة الخامسة والستين عاماً فما فوق. يوجد لكل 100 أنثى 75.7 ذكر، ويوجد لكل 100 أنثى في الثامنة عشر من عمرها فما فوق 69.7 ذكر.
بلغ متوسط دخل الأسرة في المدينة 18,125 دولارًا، أما متوسط دخل العائلة فبلغ 27,045 دولارًا. وكان متوسط دخل الذكور 25,833 دولارًا مقابل 19,688 دولارًا للإناث. وسجل دخل الفرد الخاص بالمدينة 12,113 دولارًا. وكانت نسبة 20.4% من العائلات ونسبة 25.9% من السكان تحت خط الفقر، وكان من هؤلاء نسبة 30.4% تحت سن الثامنة عشر ونسبة 37.6% في الخامسة والستين من العمر وما فوق.

### تعداد عام 2010
بلغ عدد سكان داكتاون 475 نسمة بحسب تعداد عام 2010، وبلغ عدد الأسر 166 أسرة وعدد العائلات 90 عائلة مقيمة في المدينة. في حين سجلت الكثافة السكانية 69.4 نسمة لكل كيلومتر مربع (179.7/ميل2). وبلغ عدد الوحدات السكنية 220 وحدة بمتوسط كثافة قدره 32.2 لكل كيلومتر مربع (83.4/ميل2).
وتوزع التركيب العرقي للمدينة بنسبة 96.21% من البيض و0.21% من الأمريكيين الأفارقة و0.21% من الأعراق الأخرى و3.37% من عرقين مختلطين أو أكثر و0.21% من الهسبانيون أو اللاتينيون من أي عرق.
بلغ عدد الأسر 166 أسرة كانت نسبة 18.7% منها لديها أطفال تحت سن الثامنة عشر تعيش معهم، وبلغت نسبة الأزواج القاطنين مع بعضهم البعض 39.8% من أصل المجموع الكلي للأسر، ونسبة 10.2% من الأسر كان لديها معيلات من الإناث دون وجود شريك،  بينما كانت نسبة 4.2% من الأسر لديها معيلون من الذكور دون وجود شريكة وكانت نسبة 45.8% من غير العائلات. تألفت نسبة 43.4% من أصل جميع الأسر من عدة أفراد يعيشون في نفس المنزل ونسبة 30.7% كانت تتألف من شخص يعيش بمفرده يبلغ من العمر 65 عاماً أو أكثر. وبلغ متوسط حجم الأسرة المعيشية 2.11، أما متوسط حجم العائلات فبلغ 2.89.
بلغ العمر الوسطي للسكان 61.1 عاماً. وكانت نسبة 12.2% من القاطنين تحت سن الثامنة عشر، وكانت نسبة 5.9% بين الثامنة عشر والرابعة والعشرين عاماً، ونسبة 15.4% كانت واقعةً في الفئة العمرية ما بين الخامسة والعشرين والرابعة والأربعين عاماً، ونسبة 22.5% كانت ما بين الخامسة والأربعين والرابعة والستين، ونسبة 44% كانت ضمن فئة الخامسة والستين عاماً فما فوق. وتوزع التركيب الجنسي للسكان بنسبة 39.2% ذكور و60.8% إناث.

## وصلات خارجية
- The US50 - Cities and Towns in Tennessee State